# Seven de Sudáfrica 2018
El Seven de Sudáfrica de 2019 fue la vigésima  edición del torneo sudafricano de rugby 7 y el segundo torneo de la temporada 2015-16 de la Serie Mundial Masculina de Rugby 7.
Se disputó en el Cape Town Stadium de Ciudad del Cabo.

## Fase de grupos

### Grupo A
| Equipo        | Encuentros | Encuentros | Encuentros | Encuentros | Tantos  | Tantos    | Tantos     | Puntos |
| Equipo        | jugados    | ganados    | empatados  | perdidos   | a favor | en contra | diferencia | Puntos |
| ------------- | ---------- | ---------- | ---------- | ---------- | ------- | --------- | ---------- | ------ |
| Sudáfrica     | 3          | 2          | 0          | 1          | 86      | 38        | +48        | 6      |
| Nueva Zelanda | 3          | 2          | 0          | 1          | 78      | 42        | +36        | 6      |
| Samoa         | 3          | 2          | 0          | 1          | 66      | 51        | +15        | 6      |
| Zimbabue      | 3          | 0          | 0          | 3          | 12      | 111       | −99        | 0      |

Nota: Se otorgan 3 puntos al equipo que gane un partido, 2 al que empate y 1 al que pierda

### Grupo B
| Equipo         | Encuentros | Encuentros | Encuentros | Encuentros | Tantos  | Tantos    | Tantos     | Puntos |
| Equipo         | jugados    | ganados    | empatados  | perdidos   | a favor | en contra | diferencia | Puntos |
| -------------- | ---------- | ---------- | ---------- | ---------- | ------- | --------- | ---------- | ------ |
| Estados Unidos | 3          | 3          | 0          | 0          | 123     | 31        | 92         | 9      |
| España         | 3          | 2          | 0          | 1          | 104     | 50        | 54         | 6      |
| Argentina      | 3          | 1          | 0          | 2          | 61      | 73        | −12        | 3      |
| Japón          | 3          | 0          | 0          | 3          | 7       | 141       | −134       | 0      |

### Grupo C
| Equipo     | Encuentros | Encuentros | Encuentros | Encuentros | Tantos  | Tantos    | Tantos     | Puntos |
| Equipo     | jugados    | ganados    | empatados  | perdidos   | a favor | en contra | diferencia | Puntos |
| ---------- | ---------- | ---------- | ---------- | ---------- | ------- | --------- | ---------- | ------ |
| Fiyi       | 3          | 3          | 0          | 0          | 109     | 26        | 83         | 9      |
| Inglaterra | 3          | 2          | 0          | 1          | 74      | 45        | 29         | 6      |
| Francia    | 3          | 1          | 0          | 2          | 31      | 88        | −57        | 3      |
| Kenia      | 3          | 0          | 0          | 3          | 31      | 86        | −55        | 0      |

### Grupo D
| Equipo    | Encuentros | Encuentros | Encuentros | Encuentros | Tantos  | Tantos    | Tantos     | Puntos |
| Equipo    | jugados    | ganados    | empatados  | perdidos   | a favor | en contra | diferencia | Puntos |
| --------- | ---------- | ---------- | ---------- | ---------- | ------- | --------- | ---------- | ------ |
| Australia | 3          | 3          | 0          | 0          | 76      | 43        | 33         | 9      |
| Escocia   | 3          | 2          | 0          | 1          | 63      | 47        | 16         | 6      |
| Canadá    | 3          | 1          | 0          | 2          | 57      | 57        | 0          | 3      |
| Gales     | 3          | 0          | 0          | 3          | 28      | 77        | −49        | 0      |

## Fase Final

### Cuartos de final
| 9 de diciembre | Sudáfrica | 21 - 12 | Escocia |  |  |

| 9 de diciembre | Fiyi | 46 - 7 | España |  |  |

| 9 de diciembre | Australia | 17 - 26 | Nueva Zelanda |  |  |

| 9 de diciembre | Estados Unidos | 19 - 12 | Inglaterra |  |  |

### Semifinal
| 9 de diciembre | Sudáfrica | 12 - 17 | Fiyi |  |  |

| 9 de diciembre | Nueva Zelanda | 12 - 31 | Estados Unidos |  |  |

### Final
| 9 de diciembre | Fiyi | 29 - 15 | Estados Unidos |  |  |

| Bandera de Fiyi        |
| Campeón Fiyi           |
| 1º título del circuito |